# Curtiss B-2 Condor
Curtiss B-2 Condor (Curtiss Model 52) – amerykański samolot bombowy z początku lat 30. Zaprojektowany w zakładach Curtiss Aeroplane and Motor Company dla United States Army Air Corps (USAAC) samolot bazował na wcześniejszym Martin NBS-1. Wyprodukowano 12 samolotów tego typu, które na początku lat 30. były jedynymi ciężkimi bombowcami w służbie USAAC.

## Historia
W 1926 Armia złożyła zamówienie na pojedynczy prototyp XB-2 (numer seryjny 26-211). Samolot bazował na wcześniejszym bombowcu Martin NBS-1, który zaprojektowany w zakładach Glenn L. Martin Company, ale część z samolotów była wyprodukowana w zakładach Curtiss.
Główne różnice pomiędzy NBS-1 a XB-2 polegały na innej konstrukcji kadłuba (metalowa, zamiast drewnianej), innych silnikach (użyto chłodzonych cieczą silników Curtiss Conqueror, zamiast Liberty L-12) i skrzydła o grubszym profilu (Curtiss C-72). Największą zmianą były metalowe elementy konstrukcji kadłuba i skrzydeł które były owocem współpracy Curtissa z Hall-Aluminum Aircraft, w wyniku której zbudowano także samolot Curtiss-Hall F4C.
Podobnie jak w pierwowzorze, silniki znajdowały się w gondolach wbudowanych w dolne skrzydło, w tylnej części gondoli znajdowały się stanowiska strzeleckie (podobne rozwiązanie użyto w powstałym w tym samym czasie Huff-Duff XB-1). Oprócz stanowisk w gondolach silnikowych, w przedniej części kadłuba znajdowało się jeszcze jedno obronne stanowisko strzeleckie, wszystkie uzbrojone były w podwójne karabiny maszynowe Lewis. Samolot miał ogon z dwoma statecznikami poziomymi co w 1927 było już raczej przestarzałym rozwiązaniem. B-2 były pierwszymi dużymi bombowcami z kołem ogonowym zamiast płozy.
Prototyp został dostarczony w lipcu 1927, jego pierwszy lot odbył się we wrześniu 1927. Pod koniec 1927 XB-2 był jednym z samolotów biorącym udział w konkursie Armii na nowy ciężki samolot bombowy, inne konstrukcje które brały udział w tym konkursie to Huff-Duff XB-1, Keystone XLB-6, Sikorsky S-37B i Atlantic XLB-2. W lutym 1927 odrzucono opcje XB-1B, XLB-2 i S-37B, ale Armia nie mogła zdecydować pomiędzy XB-2 a XLB-6. Samolot Curtissa miał znacznie lepsze osiągi, ale był ponad trzykrotnie droższy od XLB-6 (24.750 do 76.373 dolarów). Ostatecznie zdecydowano zamówić obydwa samoloty, 23 czerwca zamówiono tylko dwie maszyny Curtissa (numery seryjne 28-398/399), a w 1929 dodatkowych dziesięć samolotów (numery seryjne 29-28/37).
12 samolotów serii produkcyjnej zostało dostarczonych Armii pomiędzy majem 1929 a styczniem 1930. Samoloty różniły się od wersji prototypowej XB-2 użyciem trzypłatowych zamiast dwupłatowych śmigieł i innymi chłodnicami silnikowymi.
Jeden z B-2 używany był w 1930 do testowania systemu automatycznego pilota.
Dwanaście B-2 na początku lat 30. było jedynymi ciężkimi bombowcami w służbie USAAC. Szybko rozwijająca się technika lotnicza początku lat 30. spowodowała, że kryte płótnem bombowce takie jak B-2 stały się przestarzałe i zostały wycofane ze służby już w 1934. Ostatni B-2 złomowano w czerwcu 1936.

## Opis konstrukcji
Curtiss B-2 Condor (Curtiss Model 52) był dwusilnikowym, dwupłatowym, ciężkim samolotem bombowym o konstrukcji mieszanej. Kadłub samolotu wykonany ze stalowych rur; skrzydła miały stalowe, spawane dźwigary z aluminiowymi żebrami. Cała konstrukcja była kryta płótnem. Samolot napędzany był dwoma silnikami Curtiss GV-1570 Conqueror o mocy 600 KM każdy.

## Wersje
XB-2
Pojedynczy prototyp, numer seryjny 26-211, oznaczenie Armii XP-477.
B-2
12 samolotów zamówionych w dwóch seriach produkcyjnych, numery seryjne; 28-398/9 i 29-28/37.
B-2A
Jeden samolot z serii B-2 (numer seryjny 29-030) został przebudowany do wersji z podwójnymi sterami.

## Lista samolotów
| Nr seryjny | Wersja | Dostarczony               | Złomowany                | Uwagi                                                                   |
| ---------- | ------ | ------------------------- | ------------------------ | ----------------------------------------------------------------------- |
| 26-211     | XB-2   | lipiec 2017               | grudzień 1927            | Prototyp, rozbity po wylataniu 59 godzin.                               |
| 28-389     | B-2    | 10 czerwca 1929(dts)      | 3 października 1934(dts) | Złomowany w bazie March Field                                           |
| 28-390     | B-2    | 10 sierpnia 1929(dts)     | 15 sierpnia 1934(dts)    | Złomowany w bazie March Field                                           |
| 29-028     | B-2    | 10 października 1929(dts) | 4 grudnia 1929(dts)      | Rozbity w wypadku w bazie Langley Field, 2 ofiary śmiertelne.           |
| 29-029     | B-2    | 2 listopada 1929(dts)     | 3 października 1934(dts) | Złomowany w bazie March Field                                           |
| 29-030     | B-2    | 17 października 1929(dts) | 22 grudnia 1933(dts)     | Przebudowany na B-2A 6 października 1931, złomowany w bazie March Field |
| 29-031     | B-2    | 28 listopada 1929(dts)    | 6 sierpnia 1934(dts)     | Złomowany w bazie March Field                                           |
| 29-032     | B-2    | 9 grudnia 1929(dts)       | 6 sierpnia 1934(dts)     | Złomowany w bazie March Field                                           |
| 29-033     | B-2    | 14 grudnia 1929(dts)      | 6 sierpnia 1934(dts)     | Złomowany w bazie March Field                                           |
| 29-034     | B-2    | 22 grudnia 1929(dts)      | 17 czerwca 1935(dts)     | Złomowany w bazie March Field                                           |
| 29-035     | B-2    | 26 grudnia 1929(dts)      | 23 maja 1933(dts)        | Złomowany w bazie March Field                                           |
| 29-036     | B-2    | 4 stycznia 1930(dts)      | 22 lipca 1936(dts)       | Złomowany w bazie Aberdeen Proving Ground.                              |
| 29-037     | B-2    | 16 stycznia 1930(dts)     | 29 września 1934(dts)    | Złomowany w bazie Aberdeen Proving Ground.                              |
| 29-030     | B-2A   | 17 października 1929(dts) | 22 grudnia 1933(dts)     | Przebudowany z B-2 6 października 1931, złomowany w bazie March Field   |